# Тарасов Павло Тимофійович
Павло Тимофійович Тарасов — льотчик-винищувач, ас, учасник Радянсько-фінської війни та Німецько-радянської війни, Герой Радянського Союзу, майор, який збив 32 літаки противника, з них два — повітряним тараном, який воював у складі 3-го винищувального авіаційного корпусу.

## Біографія
Народився в 1914 році в селищі Ігрень (нині в межах міста Дніпро) в сім'ї робітника. Українець. Закінчив 7 класів, навчався в залізничному технікумі міста Дніпропетровська. У РККА з 1934 року.
Закінчив Ворошиловградську військову авіаційну школу пілотів в 1936 році. Був направлений для подальшого проходження служби у винищувальну авіацію в 106-ту винищувальну ескадрилью (28 квітня 1938 року наказом командувача ВПС РККА перейменована в 15-й винищувальний авіаційний полк імені Ф. Е. Дзержинського). Брав участь в Польському поході РСЧА восени 1939 року в складі полку. З 28 лютого 1940 року брав участь в Радянсько-фінській війні.
Член ВКП (б) з 1940 року. Пройшов усі щаблі від молодшого льотчика до командира ланки. Освоїв літаки І-153, І-15 біс, МіГ-3. У боях Великої Вітчизняної війни з 22 червня 1941 року. Обіймав посаду заступника командира авіаційної ескадрильї в званні старшого лейтенанта. Перший свій повітряний бій провів на очах у всіх льотчиків і техніків полку 22 червня 1941 роки над аеродромом, збивши Xs-126 (ХШ-126). Воював на Північному, Ленінградському, Брянськом, Воронезькому, Сталінградському, Північно-Кавказькому і Південному фронтах.
У характеристиках на Тарасова відзначається його високий ступінь готовності застосовувати нові прийоми і методи бою. Так, воюючи на винищувачі МіГ-3 першим з льотчиків вирішив підвішувати на літак-винищувач бомби вагою в 50 кг для бомбометання по військах противника, першим на Північному фронті 1 липня 1941 року запровадив радіозв'язок, за допомогою якої був наведений генерал-лейтенантом авіації Куцевалова з командного пункту на розвідник Хе-111 і збив його.

##### Перший повітряний таран П.Т.Тарасова
5 липня 1941 року заступник командира ескадрильї 15-го винищувального авіаційного полку 8-ї змішаної авіаційної дивізії старший лейтенант Тарасов П. Т., будучи провідним групи з чотирьох МіГ-3, виконуючи завдання по бомбометання мотопіхоти в районі міста Острів Псковської області успішно виконала штурмовку ворожих військ. Після виконання завдання група Тарасова була раптово атакована групою Ме-109 в складі 12 літаків. Тарасов вступив в повітряний бій з переважаючими силами противника. Літак Тарасова був атакований сімома Ме-109. Зав'язався повітряний бій, в якому Тарасов був поранений в обидві руки і ногу, з бою не вийшов. Тарасов вразив два літаки Ме-109, розстрілявши весь боєзапас ударом крила розніс хвостове оперення третього літака ворога. Так Тарасов здійснив свій перший повітряний таран, збивши при цьому в одному повітряному бою третій літак. Сам після тарана вистрибнув з падаючої машини. Приземлився на парашуті в розташуванні своїх військ. Повітряний бій винищувача спостерігали тисячі бійців. Тяжкопораненого Тарасова підібрали танкісти, влаштувавши йому бурхливе вшанування. Командир танкового корпусу особисто відвіз пораненого льотчика в госпіталь на своєму броньовику.
Після повітряного тарана Тарасов проходив лікування в госпіталях. Повернувся в полк після поранення.

##### Після поранення
15-й винищувальний авіаційний полк на той час після напружених повітряних боїв перших днів війни, втративши багато літаків і особового складу, 12 липня 1941 року був виведений в тил до міста Рязань на переформування. З 15 серпня 1941 року полк приступив до ведення бойових дій на Ленінградському фронті. Після одужання прибув у свій полк і за короткий період часу виконав 120 бойових вильотів. Наказом вищого начальника Тарасов виконував обов'язки командира полку, особисто водив групи в бій. П. Т. Тарасов 8 вересня 1941 року в одному з боїв отримав поранення в груди, але продовжував вести повітряний бій пораненим. Після приземлення був відправлений в тиловий госпіталь.
В кінці грудня 1941 роки (20.12) Тарасов разом з іншими льотчиками в складі полку був відправлений в тил на переформування і переучування на новий тип літаків — Ла-5 і ЛаГГ-3.

##### 1942 рік
Після закінчення перенавчання полк у складі двох ескадрилей (21 літак ЛаГГ-3) прибув на Брянський фронт і влився до складу 266-ї винищувальної авіаційної дивізії, де брав участь в бойових діях з 9 червня по 25 серпня 1942 року. 28 червня 1942 року в повітряному бою гине командир 15-го винищувального авіаційного полку Герой Радянського Союзу Володимир Миколайович Калачов. Капітана Тарасов призначають виконувачем обов'язків командира полку.
Станом на 15 липня 1942 П. Т. Тарасов справив штурмовок по аеродромах і наземним військам противника — 34, вилетів на перехоплення літаків супротивника — 30, на супровід своїх бомбардувальників — 20, на патрулювання і прикриття своїх військ — 58, на розвідку в тилу противника — 4. Провів 26 повітряних боїв, знищив літаків противника особисто — 10 і в групі — 1. Вже з 4 вересня 1942 року Тарасов в складі 15-го винищувального авіаційного полку брав участь в боях на Сталінградському фронті в складі 287-ї винищувальної авіаційної дивізії на літаках ЛаГГ-3 і Ла-5. 8 вересня 1942 року в повітряному бою з переважаючим противником збив один Ме-109. Розстрілявши весь боєзапас на очах представника Ставки ВГК, командування армії і наших військ, свого полку таранив Хе-111. Приземлився на своєму літаку.
Всього на Сталінградському фронті за період з 2 вересня 1942 року по 26 грудня 1942 року справив 27 бойових вильотів, збив 3 літаки супротивника.
Через 20 днів після початку бойових дії на Сталінградському фронті полк залишився без літаків і практично без льотчиків. Отримавши поповнення, 15 жовтня 1942 року полк перебазувався в район залізничної станції Сайхін. Тут молоді льотчики виконували тренувальні польоти, і полк виконував завдання з охорони залізниці, що мала стратегічне значення. З 24 жовтня до 26 грудня 1942 року полк під керівництвом Тарасова діяв на Сталінградському фронті з аеродрому Столяров в складі 226-ї штурмової авіаційної дивізії, здійснював прикриття штурмовиків. На початку листопада полк втратив значної кількості літаків. І знову командир полку капітан Тарасов з групою з десяти льотчиків відбув за літаками. До активних дій полк приступив з 19 листопада 1942 року.
З 4 вересня по 26 грудня 1942 року льотчики 15-го винищувального авіаційного полку здобули 26 перемог, більшу частину з них — на Ла-5.
26 грудня 1942 капітан Тарасов переведений в 812-й винищувальний авіаційний полк на посаду помічника командира з повітряно-стрілецької службі. До цього часу він зробив 146 бойових вильотів, в повітряних боях збив особисто 10 і в групі 1 літак супротивника.

##### 1943 рік
У складі 812-го винищувального авіаційного полку капітан Тарасов взяв участь в боях за Кубань з 20 квітня 1943 року. Воював проти асів ескадри Удета. Збив 5 літаків супротивника і один примусив до посадки на свій аеродром. Льотчик 52-ї ескадри був полонений, а на пошкоджений Ме-109Ф приїхав поглянути командир 3-го винищувального авіаційного корпусу Е. Савицький. Через кілька днів цей літак був відновлений і пізніше експонувався в Москві на виставці трофейної зброї. За цей подвиг Тарасов нагороджений орденом Вітчизняної війни I ступеня.
У червні 1943 року полк би виведений на переформування в тил. Полк отримав нові літаки Як-1, а особливо відзначилися воїни — Як-9Т. До бойових дій повернувся вже до початку вересня 1943 року в Криму і Південної України. Станом на 17 грудня 1943 року Тарасов виконав бойових вильотів — 235, провів повітряних боїв — 81, штурмовок по наземних цілях — 48, збив літаків противника — 24, виконав повітряних таранів — 2. "За особисто збитих 24 літаків супротивника, з них 2 тарана і за бойові заслуги перед Батьківщиною і проявлені при цьому героїзм, хоробрість і мужність … " представлений до звання Герой Радянського Союзу.

##### 1944 рік
Звання Героя Радянського Союзу присвоєно 13 квітня 1944 роки (медаль «Золота Зірка» № 1313).
На початку квітня 1944 переведений на посаду тимчасово виконуючого обов'язки командира 274-го винищувального авіаційного полку 278-ї винищувальної авіаційної дивізії (3-й винищувальний авіаційний корпус, 1-а повітряна армія, 3-й Білоруський фронт). Полк був виведений в район Курська на поповнення авіаційною технікою та льотним складом. З приходом призначеного на посаду командира полку 24 травня 1944 року Тарасов переведений на посаду інспектора з техніки пілотування 265-ї винищувальної авіаційної дивізії 3-го винищувального авіаційного корпусу. До 22 червня 1944 дивізія Тарасова перебазувалася в складі 3-го винищувального авіаційного корпусу 1-ї повітряної армії в Білорусь, а з 23 червня приступила до звільнення Білорусі. В кінці липня полки дивізії базувалися в Прибалтиці. 29 липня 1944 року під час обльоту після ремонту літака Як-1Б при виконанні фігури вищого пілотажу внаслідок виникла перевантаження у літака відвалилося крило через конструктивно-виробничого браку. У складній ситуації і при малому запасі висоти льотчик майор Тарасов вистрибнув з кабіни, але зачепився стропами парашута за кіль літака внаслідок обертання літака.
Інспектор з техніки пілотування 265-ї винищувальної авіаційної дивізії 3-го винищувального авіаційного корпусу Герой Радянського Союзу майор Тарасов загинув.
Похований в містечку Вяпряй Укмергского району Литви.

## Посади
| Період                  | Посада                                                           | Місце служби |
| ----------------------- | ---------------------------------------------------------------- | --- |
| 1934 — 1936             | курсант                                                          | Ворошиловградська військова авіаційна школа пілотів                                                                                |
| 1936 — 22.06.1941       | молодший льотчик, льотчик, старший льотчик, командир ланки       | 106-я винищувальна ескадрилья 40-ї авіаційної бригади (з 1938 року — 15-й винищувальний авіаційний полк імені Ф. Е. Дзержинського) |
| 22.06.1941 — 28.06.1942 | заступник командира авіаційної ескадрильї, штурман полку         | 15-й винищувальний авіаційний полк імені Ф. Е. Дзержинського                                                                       |
| 28.06.1942 — 28.12.1942 | в.о. командира полку                                             | 15-й винищувальний авіаційний полк імені Ф. Е. Дзержинського                                                                       |
| 28.12.1942 — 01.04.1943 | Заступник командира авіаційної ескадрильї, штурман полку         | 15-й винищувальний авіаційний полк імені Ф. Е. Дзержинського                                                                       |
| 01.04.1943 — 09.11.1943 | командир ланки                                                   | 812-й винищувальний авіаційний полк                                                                                                |
| 09.11.1943 — 01.04.1944 | помічник командира полку з повітряно-стрілецької служби          | 812-й винищувальний авіаційний полк                                                                                                |
| 01.04.1944 — 24.05.1944 | в.о. командира полку                                             | 274-й винищувальний авіаційний полк (другого формування)                                                                           |
| 24.05.1944 — 29.07.1944 | інспектор з техніки пілотування винищувальної авіаційної дивізії | 265-а винищувальна авіаційна дивізія                                                                                               |

До моменту загибелі майор П. Т. Тарасов виконав близько 300 бойових вильотів, провів близько 100 повітряних боїв, збив 32 літаки противника.

## Участь П.Т.Тарасова в операціях і боях
- Повітряний бій на Кубані з 17 квітня 1943 року по 7 червня 1943 роки;
- Донбаська операція з 1 вересня 1943 року по 22 вересня 1943 роки;
- Мелітопольська операція з 26 вересня 1943 року по 5 листопада 1943 роки;
- Нікопольсько-Криворізька операція з 30 січня 1944 року по 29 лютого 1944 роки;
- Кримська операція з 8 квітня 1944 року по 12 травня 1944 роки;
- Білоруська операція «Багратіон» з 23 червня 1944 року по 29 серпня 1944 роки;
- Вільнюська операція з 5 липня 1944 року по 20 липня 1944 року

## Повітряні перемоги П.Т.Тарасова
| Дата         | Противник         | Місце ведення повітряного бою | Свій літак |
| ------------ | ----------------- | ----------------------------- | --- |
| 22.06.1941 р | 1 Xs-126 (ХШ-126) | Каунас — Поцунай              | МіГ-3 |
| 01.07.1941 р | 1 Ме-110          | Псков — Острів                | МіГ-3 |
| 03.07.1941 р | 1 Хе-111          | Псков                         | МіГ-3 |
| 05.07.1941 р | 3 Ме-109          | острів                        | МіГ-3 |
| 24.08.1941 р | 1 Ме-110          | Лісін — Красногвардейск       | МіГ-3 |
| 25.08.1941 р | 1 Ме-109          | аеродром Спаська Полість      | МіГ-3 |
| 26.08.1941 р | 1 Ме-109          | немає даних                   | МіГ-3, збитий в складі ланки |
| 27.08.1941 р | 1 Ме-109          | немає даних                   | МіГ-3 |
| 29.08.1941 р | 1 Ме-109F2        | південніше Чудово             | МіГ-3. Літак Ме-109F2 в літературі і донесеннях зустрічався як Ме-115                                                                            |
| 09.09.1942 р | 1 Ме-109          | Бекетовка                     | Ла-5 |
| 09.09.1942 р | 1 Хе-111          | Бекетовка                     | Ла-5 |
| хх.09.1942 р | 1 немає даних     | Піщанка                       | Ла-5 |
| 26.05.1943 р | 1 Ме-109          | Кримська — Київське           | Ла-5 |
| 26.05.1943 р | 1 FW-190          | Кримська — Київське           | Ла-5, збитий Fw-190A (LN-A) з 5./Sch.G.1, льотчик лейтенант Вальтер Шульце (Lt Walter Schulze) загинув                                           |
| 27.05.1943 р | 1 Мe-109          | Київське                      | Ла-5 |
| 28.05.1943 р | 1 Ju-87           | Київське                      | Ла-5 |
| 28.05.1943 р | 1 Ме-109          | Київське                      | Ла-5 |
| 28.05.1943 р | 1 Ме-109          | Київське                      | Ла-5 в групі |
| 28.05.1943 р | 1 Ме-109          | аеродром Слов'янська          | Ла-5 примус до посадки на аеродром Bf-109G-4 / R6 (Wr.N 14997) Льотчик унтер-офіцер Херберт Майсслер (Uffz Herbert Meissler) з 7./JG52 полонений |
| 03.10.1943 р | 1 Ме-109          | Великий Токмак                | Як-9 Т |
| 28.10.1943 р | 1 Hs-129          | півд. Верхня Торгаевка        | Як-9 Т |
| 29.10.1943 р | 1 Ju-87           | Верхня Торгаевка              | Як-9 Т |
| 29.10.1943 р | 1 Ju-87           | Мала Благовіщенка             | Як-9 Т |
| 28.11.1943 р | 1 Мe-109          | сівши. Верхній Рогачик        | Як-9 Т |
| 01.03.1944 р | 1 Ju-87           | Таюке-Тюбе                    | Як-9 Т |
| 14.03.1944 р | 1 FW-190          | Тархан                        | Як-9 Т |
| 14.03.1944 р | 1 Ме-109          | Чучак                         | Як-9 Т |
| 01.04.1944 р | 1 FW-190          | Джарак                        | Як-9 Т в складі 274-го ІАП |
| 15.04.1944 р | 1 Ме-109          | Інкерман                      | Як-9 Т в складі 274-го ІАП |
| 21.04.1944 р | 1 FW-190          | мис Херсонес                  | Як-9 Т в складі 274-го ІАП |
| 24.04.1944 р | 1 Ме-109          | Ново — Ішунь                  | Як-9 Т в складі 274-го ІАП |
| 05.05.1944 р | 1 FW-190          | півд. Бартеньєвка             | Як-9 Т в складі 274-го ІАП |

Разом збито — 32, з них особисто — 30, в групі — 2, змушений до посадки — 1.
| Bf-109 | Bf-109F | Bf-110 | Xs-126 | Xs-129 | Xe-111 | Ju-87 | Ju-88 | FW-189 | FW-190 | FW-189 |
| ------ | ------- | ------ | ------ | ------ | ------ | ----- | ----- | ------ | ------ | ------ |
| 11     | 5       | 2      | 1      | 1      | 2      | 3     | 1     | 1      | 5      | 1      |

## Епізоди боїв Тарасова
- 25.06.1942 р Повітряні бої. Зовнішнє посилання.
- 09.09.1942 р Повітряний бій. Зовнішнє посилання.
- 01.12.1942 р Розкидання листівок. Зовнішнє посилання.
- 28.05.1943 р Примус «мессери» до посадки. Зовнішнє посилання.
- 28.11.1943 р Повітряні бої. Зовнішнє посилання.

## Нагороди
- Медаль «Золота Зірка» Героя Радянського Союзу (№ 1313, 13.04.1944)[2];
- Орден Леніна (26.11.1941)[5];
- Орден Червоного Прапора (14.08.1942)[4];
- Орден Червоного Прапора (28.12.1943)[7]
- Орден Вітчизняної війни 1-го ступеня (30.05.1943)[8]
- Медалі.

## Пам'ять
- На будівлі технікуму залізничного транспорту в м. Дніпропетровську влаштована Пам'ятна дошка Героям Радянського Союзу і Героям Соціалістичної Праці, які навчались в даному навчальному закладі.[9]